# Acrocordó
L'acrocordó, papil·loma cutani, apèndix cutani de Tempelton, pòlip fibroepitelial, fibroma mol·lusc o fibroma tou i per la forma pediculada: fibroma pèndol, és un petit tumor benigne que es forma principalment en les zones on la pell forma plecs, com el coll, la vulva, l'escrot, les aixelles, l'engonal o l'entrecuix. També es pot produir en la cara, generalment en els parpelles, o en la mama. Els acrocordons són inofensius, normalment no dolorosos i no creixen o canvien amb el temps. Tot i que alguns poden fer un cm o més, en general són de la mida d'un gra d'arròs. L'aspecte de la superfície d'un acrocordó pot ser llisa o irregular i sovint penja de la superfície de la pell d'una tija carnosa anomenat peduncle. Es poden infartar per torsió del peduncle. Microscòpicament, un acrocordó es caracteritza per un teixit fibrovascular central, de vegades també amb cèl·lules adiposes, cobert per una epidermis sense alteracions. No obstant això, els acrocordons es poden irritar per l'afaitat, la roba o les joies.
Es creu que els acrocordons a la pell es produeixen degut a la fricció de la pell contra la pell, ja que es troben molt sovint en les arrugues i els plecs de la pell. Excepcionalment la causa de la fricció és un utensili d'ús habitual, com ara la superfície d'una crossa axil·lar, emprat durant un llarg període. Són més comuns en persones amb sobrepès o obesitat, amb resistència a la insulina o diabetis mellitus i en dones embarassades. S'ha informat que tenen una incidència de 46% en la població general. Es creu que existeix un component genètic causal. En rares ocasions, poden estar associats amb la síndrome de Birt-Hogg-Dubé l'acromegàlia, la síndrome de Goldenhar i la síndrome de l'ovari poliquístic. Alguna vegada s'ha detectat incidentalment la presència d'un queratoacantoma a l'interior d'aquest tipus de fibroma.